# Mark James Williams
Mark James Williams, més conegut com Mark Williams, MBE (Cwm; 21 de març de 1975), és un jugador professional de snooker gal·lès, guanyador de vint-i-dos títols de rànquing -entre ells tres campionats de món-.
Es va convertir en professional el 1992 i, des d'aleshores, ha ocupat la primera posició del rànquing en diverses ocasions, havent-se imposat en vint-i-dos tornejos. Ha guanyat el Campionat Mundial en tres ocasions: 2000, 2003 i 2018. Ha arribat el 147 dues vegades al llarg de la seva carrera.